# Oswald Pirow

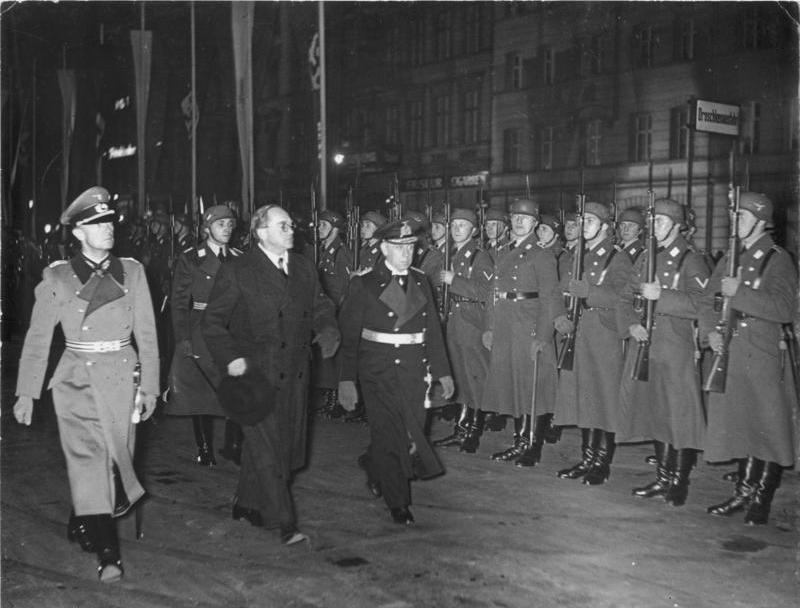
Oswald Pirow en una visita a l'Alemanya nazi el 1938.

Oswald Pirow (Aberdeen, Província del Cap, 1890 - Pretoria, 1959) fou un polític sud-africà, fundador del grup nacional-socialista New Order.
Era net d'un missioner alemany i fill d'un metge, estudià lleis a Potchefstroom, Alemanya i Gran Bretanya. El 1924 fou elegit diputat per Zoutpansberg, però el 1929 fou derrotat per Jan Christian Smuts. Tot i així, el mateix any James Barry Munnick Hertzog el va nomenar ministre de justícia sud-africà, el 1933 de ferrocarrils, i el 1933-1939 de defensa. Fou el responsable de la primera legislació anticomunista a Sud-àfrica.
Va assistir com a espectador als Jocs Olímpics d'Estiu de 1936 celebrats a Berlín, i el 1938 visità Portugal, Espanya i Alemanya. També es va fer amic del feixista britànic Oswald Mosley. Aquestes visites confirmaren la seva admiració per 'autoritaisme, pel feixisme, i en particular, pel nazisme. Es mostrà partidari que Alemanya tingués colònies a Àfrica i de la política neutralista de Hertzog, cosa que va forçar la seva dimissió el 1940.
El 1940 va publicar el pamflet Nuwe Order vir die Suid Afrika (Nou Ordre per a Sud-àfrica) proposà l'abolició de la democràcia i la creació d'una república blanca, cristiana i nazi basada en un poder estatal fort i la disciplina popular. D'antuvi no formà cap partit, sinó que participà en el Partit Nacional Purificat de Daniel François Malan, però el 1942 abandonà el partit i fundà el Nuwe Order Groop, que fou bandejat a les eleccions del 1943.
Després de les eleccions de 1948, Malan ordenà la dissolució del seu partit, i Pirow es va retirar a una granja, on fins a la seva mort es va dedicar a escriure llibres d'aventures per a infants.